# Циммерман, Эвелина Владимировна
Эвелина Владимировна Циммерман (в замужестве — Генних) — российский педагог, основательница первой в городе Перми частной школы-гимназии. Младшая из трёх сестёр Циммерман, которые, по мнению краеведов, стали прототипами героинь пьесы Антона Павловича Чехова «Три сестры».

## Биография
Эвелина Владимировна родилась в Перми во второй половине XIX века в семье статского советника Владимира Ивановича Циммермана, старшего врача Александровской больницы. Окончила Мариинскую гимназию. Вышла замуж за Василия Ивановича Генниха, владельца типографии. У них было пять сыновей и две дочери. Когда её муж скончался, Эвелина Владимировна предложила сёстрам Оттилии и Маргарите открыть частную начальную школу и стала её содержательницей.
Школа была открыта 22 сентября 1886 года и просуществовала до 1919 года. Помимо руководства школой, Эвелина Владимировна преподавала немецкий язык. В 1903 году школа была преобразована в мужскую частную прогимназию с правительственной программой. В 1907 году — получила статус мужской частной гимназии с государственной программой. Среди выпускников школы были С. И. Шумский — профессор-отоларинголог, Г. Я. Голшмидт — профессор психиатрии, А. А. Кюнцель — основатель Пермского общества врачей-физиотерапевтов, Н. Н. Серебренников — основатель Пермской художественной галереи.
О судьбе Эвелины Владимировны после революции 1917 года историкам известно мало. Предполагают, что после ареста её сестры Оттилии в 1920 году она уехала в Москву.

### Семья
- Внук Владимир Иванович Явойский (скончался в 1988 году) был директором Института стали[3][5].

## Память
5 октября 2006 года на лютеранском участке Егошихинского кладбища был открыт памятник сёстрам Циммерман в виде стелы из чёрного гранита.